# Oshivelo
Oshivelo ist eine Siedlung auf etwa 1092 m im Wahlkreis Guinas in der Region Oshikoto im Norden Namibias. Die Siedlung wird vor allem von den Haiǁom bewohnt. Sie sollen bereits im Jahr 2001 2700 Einwohner gestellt haben.

## Infrastruktur

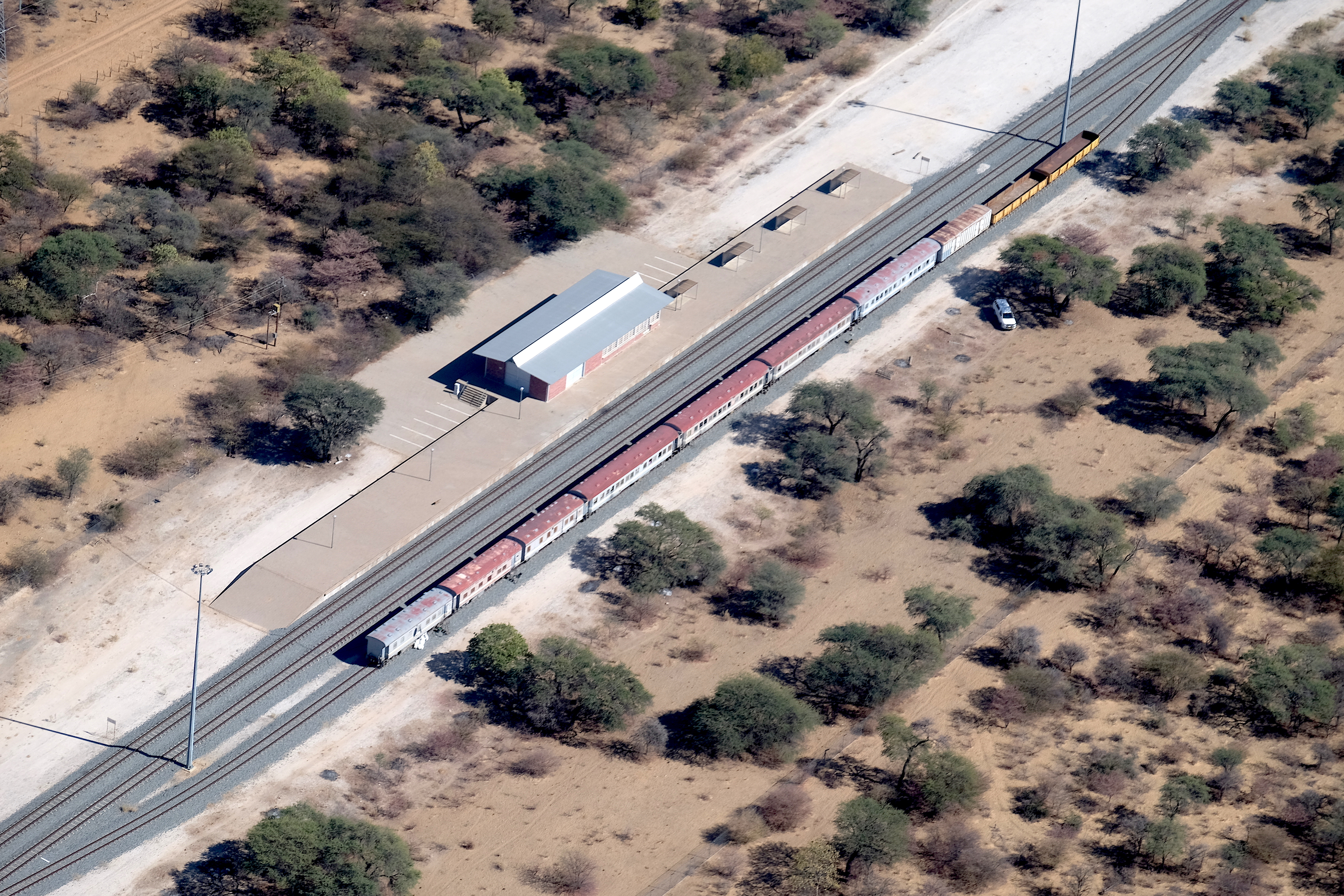
Bahnstation Sam Nujoma in Oshivelo

Der Ort liegt an der Nationalstraße B1 und verfügt seit 2004 über einen Bahnhof der Bahnstrecke Tsumeb–Oshikango. Dieser wurde vom ehemaligen Präsidenten Namibias Sam Nujoma eingeweiht und trägt seinen Namen.
Das Hauptwohngebiet Cemetery location (deutsch Friedhofsgebiet), auch als Donkerhoek (dunkle Ecke) bezeichnet, befindet sich im Süden der Ortschaft. Es verfügt über drei Trinkwasserstationen, die von den dortigen Einwohnern kostenlos genutzt werden können. Elektrizität gibt es nicht.
Oshivelo verfügt über eine Klinik und kombinierte Grund- und weiterführende Schule. Es gibt mindestens vier aktive Kirchen und 50 Shebeens sowie Tankstelle, Polizeiwache und eine Filiale des landwirtschaftlichen Versorgungsunternehmens Agra.

## Anmerkung
1. ↑  Anmerkung: Dieser Artikel enthält Schriftzeichen aus dem Alphabet der im südlichen Afrika gesprochenen Khoisansprachen. Die Darstellung enthält Zeichen der Klicklautbuchstaben ǀ, ǁ, ǂ und ǃ. Nähere Informationen zur Aussprache langer oder nasaler Vokale oder bestimmter Klicklaute finden sich z. B. unter Khoekhoegowab.